# 등압선

등압선(等壓線)은 일기도에서 같은 기압의 점들을 이은 선이다. 넓은 지역의 기압 분포를 한눈에 볼 수 있고, 날씨를 이해하는데 도움이 된다. 등압선의 간격이 좁을 수록 바람이 강하게 불고, 바람은 지구 자전의 영향으로 등압선이 비스듬하게 보인다.

## 표시
1000hpa 기준으로 4hpa 간격으로 그린다. 관측값이 없는 곳은 주위의 기압값에서 거리 비례로 어림하여 그린다. 매끄러운 곡선이 되게 그리지만, 만나거나 끊어지지 않아야 한다. 한 등압선을 경계로 한쪽은 기압이 높고, 다른 쪽은 기압이 낮아야 한다.

## 같이 보기
- 기후도
- 기압배치
- 기압계